# Медоуз, Кристин
Кристин Медоуз (англ. Kristen Meadows) — американская актриса и модель. Родилась 7 января 1957 года в Милуоки (США).

## Биография
Родилась 7 января 1957 года в Милуоки, штат Висконсин, США. Её родители связаны с шоу-бизнесом. Имеет трех сестёр и брата. Чтобы получить роль в мюзикле, 12-летняя девчушка соврала про свой возраст, и благодаря высокому росту её действительно приняли за 16-летнюю. Дебютировала на Бродвее в 1981 году. Была моделью, снималась в рекламе. Разведена с режиссёром Биллом Шериданом, есть сын Сэм от доктора Дэвида Киппера, который был её личным психологом. Вначале отказывалась от роли Тори в «Санта-Барбаре», вспоминая 6-летний опыт работы в сериале «Одна жизнь, чтобы жить». Но Эй Мартинес убедил её принять предложение и стал её лучшим другом. По сценарию, её героиня вмешалась в историю Иден и Круза и забеременела от него. Кристин стала получать тысячи писем с угрозами от недовольных зрителей и из-за стресса сильно похудела. Во время съёмок в «Санта-Барбаре» была помолвлена с английским дизайнером Полом Стэнли. Но за день до свадьбы он позвонил ей и разорвал помолвку безо всяких объяснений.

## Фильмография

### Фильмы
- 1984 — Грехи прошлого / Sins of the Past — Дайан
- 1984 — Блеск / Glitter — Джули Типтон
- 1993 — Нулевой допуск / Zero Tolerance — Меган
- 2001 — Эволюция / Evolution — Пэтти

### Сериалы
- 1982 — Одна жизнь, чтобы жить / One Life to Live — Мими Кинг
- 1983 — Мэтт Хьюстон / Matt Houston — Эрин
- 1983 — Ти Джей Хукер / T.J. Hooker
- 1983 — Команда «А» / The A-Team — Тоби Гриффит
- 1985 — Команда «А» / The A-Team — Дженни Шерман
- 1986 — Санта Барбара / Santa Barbara — Виктория Лэйн Кепвелл
- 1991 — Секретный агент Макгайвер / MacGyver — Сьюзан Уолкер
- 1996 — Ночи Малибу / Baywatch Nights — Джерри Росс
- 1996 — На гребне волны / High Tide — доктор Андреа Мэннинг
- 2001 — Дерзкие и красивые / The Bold and the Beautiful — агент по недвижимости

## Награды
- 1989 за сериал «Санта-Барбара» была отмечена номинацией «Лучшая актриса второго плана» журнала «Дайджест мыльных опер».